# Guilherme Farel
Guilherme Farel (1489 - 13 de setembro de 1565) - Guillaume Farel em francês - foi um evangélico francês, e um dos fundadores da Igreja Reformada nos cantões de Neuchâtel, Berna, Genebra e Vaud na Suíça. Ele é freqüentemente lembrado por ter persuadido João Calvino a permanecer em Genebra em 1536, e o fazê-lo retornar em 1541, após ter sido expulso em 1538. Eles influenciaram o governo de Genebra até o ponto de ele se tornar um estado teocrático, a "Roma protestante", onde se refugiaram os protestantes e onde os não-protestantes foram perseguidos. Junto com Calvino, Farel trabalhou para treinar pregadores missionários a fim de difundirem a causa protestante em outros países, especialmente na França.

## Vida
Farel era um pregador ardente e um enérgico crítico da Igreja Católica. Nos primeiros anos da Reforma Protestante na França, ele era um aluno do reformador Jacques Lefèvre d'Étaples, com quem ele aderiu ao Cénacle de Meaux (Cenáculo de Meaux), grupo formado em 1519 pelo bispo reformista da cidade de Meaux, Guillaume Briçonnet, que convidara uma série de humanistas evangélicos em sua diocese a fim de implementar um programa de reforma na Igreja Católica. Este grupo de humanistas também incluía Josse van Clichtove, Martial Mazurier, Gérard Roussel, e François Vatable. Os membros do Cenáculo possuíam talentos diferentes, mas eles geralmente enfatizaram o estudo da Bíblia. Enquanto colaborava com Lefevre em Meaux, Farel foi influenciado pelas ideias luteranas, das quais tornou-se ardente promotor. Após suas ideias serem condenadas pela Universidade de Sorbonne, Farel passou à pregar com fervor em Dauphiné.
Ele foi forçado a fugir para a Suíça por causa da polêmica despertada por seus escritos contra o uso de imagens na liturgia cristã, que ele denunciava como idolatria. Passou algum tempo em Zurique com Ulrico Zuínglio e em Estrasburgo, com Martin Bucer. Ele convenceu Neuchâtel à aderir à reforma em 1530.
Ele se estabeleceu em Genebra, em 1532, onde permaneceu como ministro, juntamente com Calvino, mas rompendo com ele sobre a questão da Eucaristia. Ele foi banido de Genebra em 1538, em parte por suas posições rigorosas, e aposentou-se a Neuchâtel, onde morreu.